# Calceolaria biflora
Espèce
Classification APG III (2009)
Calceolaria biflora est une espèce de plantes à fleurs de la famille des Calceolariaceae, selon la classification phylogénétique APG III, ou des Scrophulariaceae, selon la classification classique, et qui appartient aux calcéolaires, soit le genre Calceolaria. C’est une plante herbacée qui pousse au Chili et en Argentine.

## Nomenclature
Elle est appelée Lady's Slipper en anglais ; Zapatito de Reina ou Zapatito de la Virgen en espagnol.

## Description

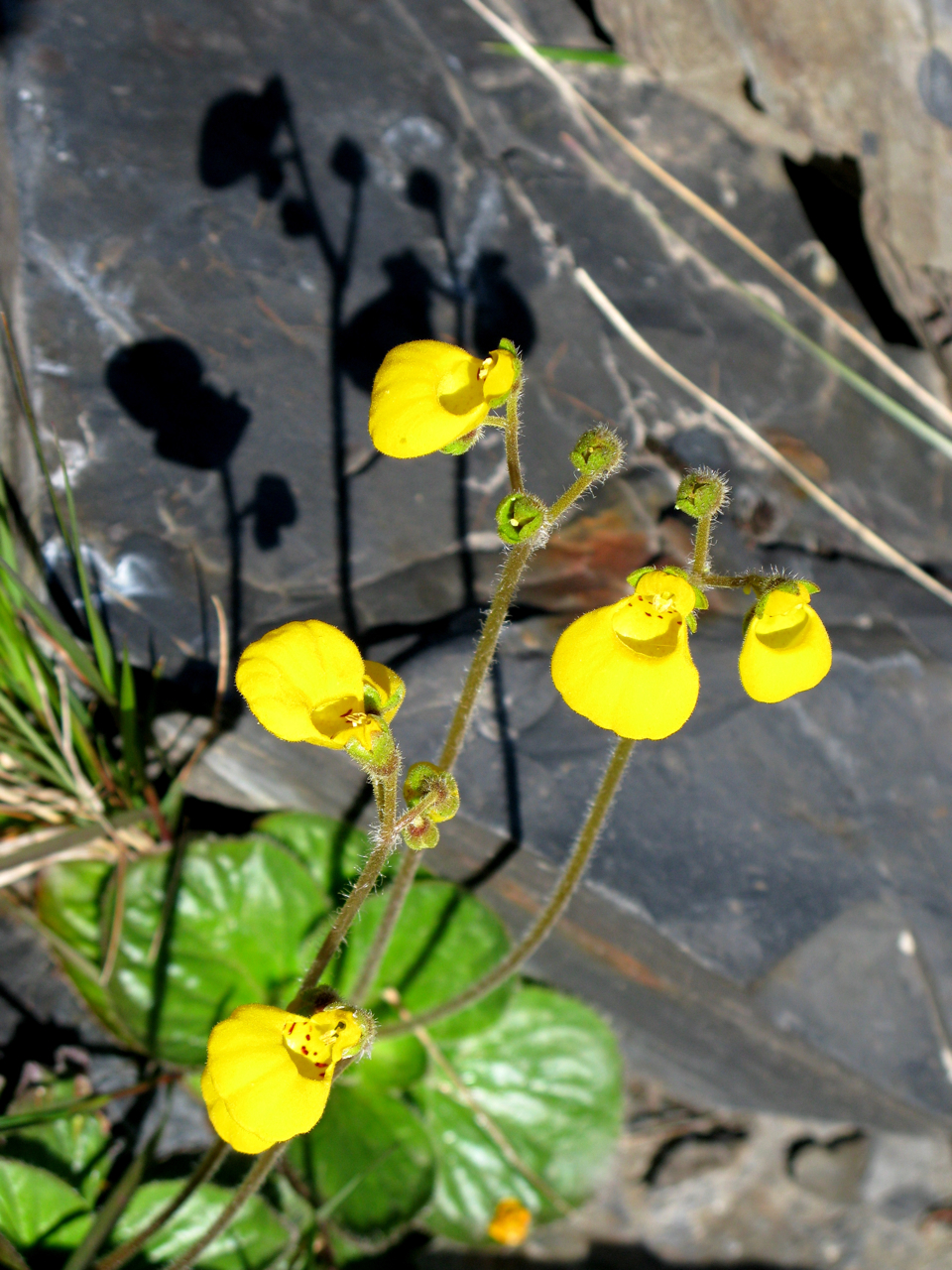
Calceolaria biflora au parc national Torres del Paine au Chili.

C'est une plante herbacée, pérenne avec de fines tiges de 55 cm de haut. Les feuilles sont groupées en rosace à la base du sol, mesurent entre 5 et 10 cm de long, sont bien nervurées sur le dessus avec de petits poils. Les fleurs sont de couleur jaune bien visible. Elles se disposent par groupe de 4 à 10 en haut de la tige principale. Le calice est composé de 4 sépales et la corolle présente 2 pétales dont le pétale supérieur est plus petit que le pétale inférieur qui a la forme caractéristique d’une « bourse ». Les fleurs présentent des taches rouge orangé qui attirent les insectes pour y butiner le nectar.
Les fruits sont des capsules de 1,5 cm de long de couleur châtain avec un calice persistant. La floraison débute au printemps et la fructification se fait l'été.

## Répartition et habitat
Elle est observée en Terre de Feu jusqu'au canal Beagle, dans toute la Patagonie argentine et seulement dans la province de Última Esperanza au Chili.
Elle se développe dans les prairies et les clairières et aussi dans la pampa.

## CULTURE
Zones de rusticité : 4-9
Exposition : mi-ombre 
Sol : graveleux, humifère, bien drainé
Multiplication : germe en 2 semaines (+20 °C) sous une humidité constante; gardez au frais après le départ de la germination; division au printemps

## Usage
Elle est utilisée pour l'ornement des jardins: jardin alpin, rocaille, sous-bois.